# Polypedilum tobadecima
Polypedilum tobadecima är en tvåvingeart som beskrevs av Akio Kikuchi och Sasa 1990. Polypedilum tobadecima ingår i släktet Polypedilum och familjen fjädermyggor. Inga underarter finns listade i Catalogue of Life.